# François Lanzi
François Lanzi (né le 5 juillet 1916 à Ajaccio en Corse, mort le 13 novembre 1988 à Chiddingfold dans le Surrey en Angleterre) est un artiste français qui vécut une grande partie de sa vie au Royaume-Uni.

## Sa vie
François Lanzi naît à Ajaccio en Corse le 5 juillet 1916,  fils de  Laurent Lanzi et Clémentine Santoni. Il a une sœur plus âgée, la militante (Secours de France) Clara Lanzi et deux frères dont l'un est le compositeur Léon Preger. La famille déménage à Paris alors qu'il est encore un enfant. Dans la capitale, Guillot de Raffaillac sera son professeur de peinture.[réf. nécessaire]
Il rejoint l'armée française au début de la seconde guerre mondiale mais il est très vite capturé par les allemands et emprisonné dans plusieurs camps en Ukraine (Rawa-Ruska, en Pologne Tarnopol et Tremblowla) et en Allemagne (divers) Bien qu'il se soit évadé à plusieurs reprises, il restera prisonnier de guerre pendant près de 5 ans, ce qui influencera sans aucun doute la manière dont il développera plus tard sa peinture.
Un jour, dans l'un de ces camps, François Lanzi raconte qu'un garde lui demande de dessiner des  images pornographiques. Selon ses mémoires, le garde fut fort impressionné par le réalisme de ces images et, en échange, il lui donna des cigarettes et du pain.
Après la guerre il enseigne et expose à Paris.[réf. nécessaire]
En 1954, il déménage à Londres, où il se marie avec Nora Egremont-Lee (née Henderson).
À Londres, il expose à la Redfern Gallery 1958, la RBA Gallery 1959,1969, la AIA Gallery 1960-1961) et la Savage Gallery(1960-1961). Il expose aussi en solo à la Stone Gallery, Newcastle, 1961,.
En plus de la peinture, il travaille pendant plusieurs années pour l'entreprise d'encadreurs, Robert Savage Ltd, où plusieurs artistes reconnus avaient travaillé avant lui. Lorsque Savage ferme son entreprise en 1971, François Lanzi déménage à Chiddingfold dans le Surrey où il demeurera jusqu'à sa mort.
Malgré ses nombreuses années de vie en Angleterre (34 ans), sa maîtrise de l'anglais était très limitée et, pour cette raison, il se sentait isolé de la société.
Pendant sa période à Chiddingfold, François Lanzi fut redécouvert par un critique d'art et galériste, Michael Budd. Ses peintures furent exposées à The Gallery, Knaphill pendant plusieurs années.
François Lanzi est décédé à Guildford, Surrey, le 13 novembre 1988.
Avec Nora ils n'ont pas eu d'enfant et celle-ci est  décédée elle-même le 3 juin 2002.

## Son œuvre
Ses tableaux réalisés lorsqu'il vécut à Londres et à Chiddingfold abordent plusieurs thèmes. Nous pouvons, de manière simple, les classer en 4 catégories.
La plus grande partie de son travail est abstraite, de l'imagination pure, originale et spontanée.
Lorsque l'on survole rapidement son travail les thèmes principaux qui s'en dégagent et qui se répètent d'ailleurs dans toute son œuvre sont :
-Têtes de Christ
-Tableaux vitraux
-Têtes animalières d'homme-cheval
-Paysages, collages
Il utilise beaucoup de techniques différentes mais son but semble être une recherche sans fin pour parvenir à  exprimer ses sentiments les plus enfouis et les plus tourmentés ; peu importe le support ou la technique : collage, aquarelle, peinture à l'huile, sur toiles, sur cartes, sur tableaux, etc
Il pourrait être comparé à des artistes contemporains tels qu'André Lanskoy et Kurt Schwitters parmi d'autres artistes de la même période.
Il ne s'éloignera pas de ces thèmes principaux et ses tableaux sont facilement reconnaissables.
Sa vie d'ermite à Chiddinfold lui permit de suivre son propre chemin artistique, souvent il travaillait tard  la nuit dans son studio mal-éclairé.
Les tableaux et compositions de François Lanzi se retrouvent aujourd'hui dans des collections privées en Angleterre, France, Amérique du Sud, États-Unis, Belgique, Espagne, Canada et autres.
Son œuvre reflète l'isolement, l'intensité et la créativité d'un artiste abstrait que Michael Budd décrit comme « the self-absorbed », plongé en lui-même, absorbé par ses pensées

## Critiques
Lors de sa dernière exposition  à Knaphill "The Gallery", George Melly écrivit à son sujet : « il nous laisse de magnifiques tableaux ce ne sont pas des tableaux faciles mais ils sont importants. À notre époque où l'artifice domine tant le monde de l'art, ce serait une injustice grave que d'ignorer de telles manifestations intenses et convaincantes de l'esprit humain# »
Après son exposition à la Stone Gallery à Newcastle, W.E. Johnson du Manchester Guardian écrivit:
« De par une approche panthéistique de la nature, ses compositions de coquillages et sa « Fantaisie Sous Marine » très particulière, ont quelque chose de la qualité métaphorique du travail de Graham Sutherland » 
Il compare aussi son travail à celui d'Alan Davie, qui comme François Lanzi, fut prisonnier de guerre pendant de longues années.

## Liens
- Site officiel de François Lanzi : http://www.francoislanzi.com
- Tableaux : http://saatchi-gallery.co.uk/yourgallery/artist_profile/François+Lanzi/117150.html
- Peinture « Nature Morte » : http://www.artnews.org/artist.php?i=6371
- (en) « Artprice.com, the world leader in Art market information », sur artprice.com (consulté le 21 janvier 2024)
- Corsica